# Hibiscus skeneae
Hibiscus skeneae är en malvaväxtart som beskrevs av Bénédict Pierre Georges Hochreutiner. Hibiscus skeneae ingår i Hibiskussläktet som ingår i familjen malvaväxter. Inga underarter finns listade i Catalogue of Life.